# Ko Vaya, Arizona
Ko Vaya je naseljeno područje za statističke svrhe u američkoj saveznoj državi Arizona. Prema popisu stanovništva iz 2010. u njemu je živjelo 46 stanovnika.